# Aureliano Álvarez-Coque
Aureliano Álvarez-Coque de Blas, né à Madrid le 7 mai 1877 et mort à Mexico le 12 février 1950, est un général espagnol, dirigeant militaire des forces républicaines pendant la guerre civile espagnole.

## Biographie
Il prend part à la Guerre hispano-américaine comme lieutenant d'infanterie entre 1895 et 1898. En 1903, il est promu au grade de capitaine et en 1905 il entre à l'École Supérieure de Guerre. Il sert en 1911 comme attaché militaire à l'ambassade d'Espagne à Vienne. En 1912, il est nommé professeur de l'Académie d'infanterie de Tolède. En 1924, il est promu lieutenant-colonel et est envoyé au Maroc. En 1927, il est nommé colonel. Après la proclamation de la seconde République espagnole, il travaille au ministère de la guerre.
En août 1936, durant la guerre civile (qui démarre le 18 juillet 1936), il occupe le commandement militaire républicain de Tolède et commence le siège durant  le Siège de l'Alcázar de Tolède
En novembre 1936, il commande un secteur de la défense de Madrid. Le 27 novembre, il est à la tête de l'un des quatre secteurs de la défense. En janvier 1937, il est nommé chef d'état-major de l'Armée centrale. En février, il participe à la bataille de Jarama, il commande la XIIIe brigade internationale. 
Au début de 1939, l'armée de Franco occupe la Catalogne. Il s'exile en France, puis au Mexique.